# Shake the Disease
«Shake the Disease» (в переводе с англ. — «Справиться с недугом») — песня британской группы Depeche Mode, неальбомный сингл. Тринадцатый сингл в дискографии группы. Записан в студии Hansa Mischraum в Берлине, вышел 29 апреля 1985 года. Эта песня является одной из двух новых, вышедших на сборнике The Singles 81→85 в том же году, вместе с «It’s Called a Heart». Достигал 18-й позиции в британском национальном сингл-чарте.

## О песне
Участник группы Алан Уайлдер заявил, что эта песня отражает саму сущность группы: «Это определённая грань понимания того, что мы можем заставить людей думать двояко о вещах. У нас был выбор, назвать песню „Understand Me“ или „Shake the Disease“, и мы выбрали „Shake the Disease“. Это выбор в сторону порочности и косвенных намёков в нашей лирике, но ничего прямого».
Строки «I’ve got things to do, and I’ve said before that I know that you have too», вероятно, являются отсылкой к песне «Stories Of Old» из альбома 1984 года Some Great Reward, которая содержит строки «I’ve got things to do/You have too/And I’ve got to be me, you’ve got to be you».
Лос-Анджелесское модерн-рок радио KROQ-FM назвало «Shake the Disease» «песней номер один» в 1985 году.
Видеоклип на песню «Shake the Disease» — это первый клип группы, снятый режиссёром Питером Кэром. При изготовлении видео были использованы новаторские трюки с камерой, которые позволяют создать видимость того, что участники группы «падают».
Американская версия сборника The Singles 81→85, Catching Up with Depeche Mode, также содержит би-сайд этого сингла — «Flexible».

## Списки композиций
Слова и музыка всех песен — написаны Мартином Гором.
| №  | Название            | Длительность |
| -- | ------------------- | ------------ |
| 1. | «Shake the Disease» | 4:48         |

| №  | Название   | Длительность |
| -- | ---------- | ------------ |
| 1. | «Flexible» | 3:11         |

| №  | Название                                       | Длительность |
| -- | ---------------------------------------------- | ------------ |
| 1. | «Shake the Disease» (Remixed Extended Version) | 8:44         |
| 2. | «Flexible» (Remixed Extended Version)          | 6:15         |

| №  | Название                             | Длительность |
| -- | ------------------------------------ | ------------ |
| 1. | «Shake the Disease» (Edit the Shake) | 7:10         |
| 2. | «Master and Servant» (Live)          | 5:37         |
| 3. | «Flexible» (Pre-Deportation Mix)     | 4:40         |
| 4. | «Something to Do» (Metal Mix)        | 7:26         |

| №  | Название                                       | Длительность |
| -- | ---------------------------------------------- | ------------ |
| 1. | «Shake the Disease»                            | 4:47         |
| 2. | «Flexible»                                     | 3:10         |
| 3. | «Shake the Disease» (Remixed Extended Version) | 8:45         |
| 4. | «Flexible» (Remixed Extended Version)          | 6:16         |
| 5. | «Shake the Disease» (Edit the Shake)           | 7:10         |
| 6. | «Something to Do» (Metal Mix)                  | 7:27         |

| №  | Название                   | Длительность |
| -- | -------------------------- | ------------ |
| 1. | «Shake the Disease» (Fade) | 3:59         |
| 2. | «Flexible»                 | 3:09         |

## Позиции в чартах
| Чарт (1985)                                        | Позиция |
| -------------------------------------------------- | ------- |
| Бельгия/Фландрия (Ultratop 50)                     | 25      |
| Великобритания (OCC UK Singles)                    | 18      |
| Нидерланды (Single Top 100)                        | 47      |
| США (Billboard Hot Dance Music/Maxi-Singles Sales) | 33      |
| Франция (SNEP)                                     | 13      |
| ФРГ (Media Control AG)                             | 4       |
| Швеция (Sverigetopplistan)                         | 5       |
| Швейцария (Schweizer Hitparade)                    | 6       |

## Кавер-версии
- В 1998 году бельгийская группа Hooverphonic выпустила кавер-версию на эту песню для трибьют-альбома For the Masses.
- Шведский соул-исполнитель Тингсек исполнил кавер-версию на эту песню в своём альбоме 2006 года, World of Its Own.
- В 2017 году американская группа The Faceless исполнила техникал дэт-метал версию песни.